# MOOC

MOOC

Massive Open Online Courses (Mooc) este un curs online destinat participării nelimitate și a accesului deschis prin intermediul internetului. În plus față de materialele de curs tradiționale, cum ar fi lecturi, citiri și seturi de probleme filmate, multe MOOC oferă cursuri interactive cu forumuri de utilizatori pentru a sprijinii interacțiunile comunității în rândul studenților, profesorilor și asistenților pedagogici, precum și feedback imediat la întrebări și misiuni rapide . MOOC-urile reprezintă o dezvoltare recentă și larg explorată a educației la distanță, care a fost introdusă pentru prima dată în 2006 și care a apărut ca un mod popular de învățare în 2012.
MOOC-urile timpurii au accentuat adesea caracteristicile de acces deschis, cum ar fi licențierea deschisă a conținutului, structura și obiectivele de învățare, pentru a promova reutilizarea și remixarea resurselor. Unele MOOC-uri ulterioare utilizează licențe închise pentru materialele lor de curs, păstrând în același timp acces liber pentru elevi.

## Istorie

### Precursori
Înainte de epoca digitală, învățământul la distanță a apărut sub forma unor cursuri de corespondență în anii 1890-1920 și ulterior difuzate prin radio și televiziune de cursuri și forme de învățare timpurie. În mod obișnuit, mai puțin de cinci procente dintre studenți ar completa un curs. Anii 2000 au înregistrat schimbări în educația online sau e-învățământul și învățământul la distanță, cu creșterea prezenței online, a oportunităților de învățare deschise și a dezvoltării MOOC. Până în 2010, audiențele pentru cele mai populare cursuri de colegiu, cum ar fi "Justice" cu Michael J. Sandel și "Anatomia umană" cu Marian Diamond, au atins milioane.

### Apropierea devreme
Primele MOOC au ieșit din circulația resurselor educaționale deschise (OER) și din munca cercetătorilor care au subliniat că mărimea clasei și rezultatele învățării nu au avut nicio legătură stabilă. Termenul MOOC a fost inventat în 2008 de Dave Cormier de la Universitatea Prince Edward Island ca răspuns la un curs numit Connectivism și Knowledge Connective (cunoscut și ca CCK08). CCK08, care a fost condus de George Siemens de la Universitatea Athabasca și Stephen Downes de la Consiliul Național de Cercetare, a constat din 25 de studenți cu studii de învățământ în învățământul prelungit de la Universitatea din Manitoba, precum și peste 2200 de studenți online din publicul larg care nu au plătit nimic. Conținutul cursurilor a fost disponibil prin feedurile RSS, iar studenții online au putut participa prin intermediul unor instrumente de colaborare, inclusiv postări pe blog, discuții în discuții în Moodle și întâlniri Second Life. Stephen Downes consideră că aceste așa-numite cMOOC-uri sunt mai "creative și dinamice" decât xMOOC-urile actuale, pe care le consideră "asemănătoare cu emisiunile de televiziune sau cu manualele digitale".
Au fost apoi dezvoltate alte cMOOC; de exemplu, Jim Groom de la Universitatea din Mary Washington și Michael Branson Smith de la Colegiul York, Universitatea City din New York au găzduit MOOC-uri prin mai multe universități, începând cu MOOC "Digital Storytelling" (ds106) din 2011. MOOC de la instituții private, non-profit, au accentuat pe membrii facultății proeminenți și au extins ofertele existente de învățare la distanță (de exemplu, podcast-uri) în cursuri gratuite și deschise online.
Pe lângă dezvoltarea acestor cursuri deschise, au apărut alte platforme de e-learning - cum ar fi Academia Khan, Universitatea Peer-to-Peer (P2PU), Udemy și ALISON - care sunt asemănătoare cu MOOC și lucrează în afara sistemului universitar lecții individuale în ritm propriu.

### cMOOC și xMOOC
Pe măsură ce MOOC s-au dezvoltat cu timpul, se pare că au apărut mai multe concepții despre platformă. În majoritate, două tipuri diferite pot fi diferențiate: cele care pun accentul pe o filozofie conectivistă și pe cele care seamănă cu mai multe cursuri tradiționale. Pentru a face distincția între cele două, câțiva adoptatori timpurii ai platformei au propus termenii "cMOOC" și "xMOOC".
cMOOC se bazează pe principiile pedagogiei conectiviste care indică faptul că materialul ar trebui să fie agregat (mai degrabă decât pre-selectat), remixabil, reutilizabil și hrănit înainte (materialele în curs de dezvoltare ar trebui să fie orientate spre învățarea viitoare). Abordările de proiectare cMOOC încearcă să le conecteze pe elevi pentru a răspunde la întrebări sau pentru a colabora pe proiecte comune. Aceasta poate include accentuarea dezvoltării colaborative a MOOC. Andrew Ravenscroft de la Universitatea Metropolitană din Londra a susținut că MOOC-urile conectiviste susțin mai bine dialogul colaborativ și construirea de cunoștințe.
xMOOC au o structură mult mai tradițională a cursului. Ele se caracterizează printr-un scop specificat de a finaliza cursul obținând o anumită certificare a cunoștințelor despre materie. Acestea sunt prezentate în mod obișnuit cu o programare clar specificată a prelegerilor înregistrate și a problemelor de auto-testare. Cu toate acestea, unii furnizori solicită abonamente plătite pentru achiziționarea de materiale și certificate clasificate. Ele folosesc elemente ale MOOC original, dar sunt, într-un anumit efect, platforme informatice de marcă care oferă parteneriate de distribuție a conținuturilor către instituții. Instructorul este furnizorul de cunoștințe, iar interacțiunile elevilor sunt, de obicei, limitate la solicitarea de asistență și consiliere reciprocă pe punctele dificile.

## Atragerea furnizorilor MOOC
Potrivit New York Times, 2012 a devenit "anul MOOC", deoarece au apărut mai mulți furnizori bine finanțați, asociate cu universități de vârf, inclusiv Coursera, Udacity și edX.
În timpul unei prezentări la SXSWedu la începutul anului 2013, CEO-ul Instruction Josh Coates a sugerat că MOOC se află în mijlocul unui ciclu de hype, așteptările trecând prin leagăne sălbatice. Dennis Yang, președintele furnizorului MOOC Udemy, a făcut mai târziu un punct într-un articol pentru Huffington Post.
Multe universități s-au grăbit să se alăture în "următorul mare lucru", așa cum au mai stabilit furnizorii de servicii educaționale online, cum ar fi Blackboard Inc, în ceea ce a fost numit "stampede". Zeci de universități din Canada, Mexic, Europa și Asia au anunțat parteneriate cu marii furnizori americani MOOC. Până la începutul anului 2013, au apărut întrebări cu privire la faptul că mediul academic a fost "eliminat". Această tendință a fost confirmată ulterior în analiza continuă.
Industria are o structură neobișnuită, formată din grupuri legate, inclusiv furnizori MOOC, sectorul mai mare non-profit, universități, societăți afiliate și capitaliști de risc. Cronica Învățământului Superior enumeră furnizorii majori ca non-profit Academia Khan și edX, precum și pentru profiturile Udacity și Coursera.
Organizațiile mai mari non-profit includ Fundația Bill & Melinda Gates, Fundația MacArthur, Fundația pentru Științe Nationale și Consiliul American pentru Educație. Pionierii universității includ Stanford, Harvard, MIT, Universitatea din Pennsylvania, Universitatea Caltech, Universitatea Texas din Austin, Universitatea California din Berkeley și Universitatea de Stat din San Jose. Companii asociate care investesc în MOOC includ Google și editorul educațional Pearson PLC. Capitalul de risc include Kleiner Perkins Caufield & Byers, New Enterprise Associates și Andreessen Horowitz.
În toamna anului 2011, Universitatea Stanford a lansat trei cursuri.  Primul dintre aceste cursuri a fost Introducere în AI, lansat de Sebastian Thrun și Peter Norvig. Înscrierea a ajuns rapid la 160.000 de studenți. Anunțul a fost urmat în câteva săptămâni de lansarea a încă două MOOC, de Andrew Ng și Jennifer Widom. Ca urmare a publicității și a numerelor mari de înscrieri ale acestor cursuri, Thrun a început o companie pe care a numit-o Udacity, iar Daphne Koller și Andrew Ng au lansat Coursera. Download Udemy Courses for Free
În ianuarie 2013, Udacity a lansat primele MOOC-for-credit, în colaborare cu Universitatea de Stat din San Jose. În mai 2013, compania a anunțat prima diplomă de masterat în exclusivitate cu MOOC, o colaborare între Udacity, AT & T și Institutul de Tehnologie din Georgia, costând 7.000 $, o fracțiune din cursurile sale obișnuite.
Preocupat de comercializarea educației online, în 2012, MIT a creat MITx non-profit. Cursul inaugural, 6.002x, lansat în martie 2012. Harvard sa alăturat grupului, redenumit edX, în primăvară, iar Universitatea din California, Berkeley s-au alăturat vara. Inițiativa a adăugat apoi Universitatea din Texas System, Wellesley College și Georgetown University.
În septembrie 2013, edX a anunțat un parteneriat cu Google pentru a dezvolta MOOC.org, un site pentru grupuri non-xConsortium pentru a construi și a găzdui cursuri. Google va lucra la dezvoltarea platformei de bază cu partenerii edX. În plus, Google și edX vor colabora la cercetarea în ceea ce privește modul în care elevii învață și modul în care tehnologia poate transforma învățarea și predarea. MOOC.org va adopta infrastructura Google. Platforma chinezească de la Universitatea Tsinghua MOOC XuetangX.com (lansată în octombrie 2013) folosește platforma Open edX.
Înainte de 2013, fiecare MOOC avea tendința de a-și dezvolta propria platformă de livrare. EdX, în aprilie 2013, sa alăturat Universității Stanford, care a avut anterior o platformă proprie numită Class2Go, pentru a lucra la XBlock SDK, o platformă comună open source. Este disponibil pentru public sub licența Affero GPL open source, care impune ca toate îmbunătățirile platformei să fie publicate și puse la dispoziție sub aceeași licență. Stanford Vice Provostul John Mitchell a spus că obiectivul a fost acela de a oferi "Linux-ul învățării on-line". Aceasta este spre deosebire de companiile precum Coursera care și-au dezvoltat propria platformă.
Până în noiembrie 2013, EdX a oferit 94 de cursuri de la 29 de instituții din întreaga lume. În cursul primelor 13 luni de funcționare (până în martie 2013), Coursera a oferit circa 325 de cursuri, 30% în științe, 28% în arte și umaniste, 23% în tehnologia informației, 13% în afaceri și 6% în matematică. Udacitatea a oferit 26 de cursuri. Numărul de cursuri oferite a crescut de atunci: În ianuarie 2016, Edx oferă 820 de cursuri, Coursera oferă 1580 de cursuri, iar Udacity oferă peste 120 de cursuri. Potrivit lui FutureLearn, înțelegerea IELTS de către British Council: Tehnici pentru testele de limbă engleză are o înscriere de peste 440.000 de studenți.

### Apariția unor cursuri inovatoare
CMSO-urile timpurii, cum ar fi CCK08 și ds106, au folosit pedagogia inovatoare, cu materiale de învățare distribuite, mai degrabă decât un format de video-lecție, și accentul pus pe educație și învățare și pe povestirea digitală.
În urma lansării în 2011 a trei xMOOC-uri standard, inclusiv Introducere în AI, lansate de Sebastian Thrun și Peter Norvig, au apărut o serie de alte cursuri inovatoare. Începând cu luna mai 2014, universitățile și colegiile americane oferă peste 900 de organizații de învățământ superior. În februarie 2013, zeci de universități au fost afiliate la MOOC, inclusiv multe instituții internaționale. În plus, unele organizații își operează propriile MOOC-uri, inclusiv Google Power Search.
Au apărut o serie de cursuri; "A fost o întrebare reală dacă acest lucru ar funcționa pentru științele umaniste și sociale", a spus Ng. Cu toate acestea, cursurile de psihologie și filosofie se numără printre cele mai populare cursuri ale lui Coursera. Feedback-ul studenților și ratele de finalizare sugerează că aceștia sunt la fel de reușite ca și cursurile matematice și științifice, chiar dacă ratele corespunzătoare de finalizare sunt mai mici.
În ianuarie 2012, Universitatea din Helsinki a lansat un MOOC finlandez în programare. MOOC este folosit ca o modalitate de a oferi liceelor oportunitatea de a oferi cursuri de programare pentru studenții lor, chiar dacă nu există premise locale sau facultăți care să poată organiza astfel de cursuri. Cursul a fost oferit în mod repetat, iar elevii cu performanțe superioare sunt admiși la un program de licență și masterat în informatică de la Universitatea din Helsinki. La o întâlnire pe tema E-Learning și MOOC, Jaakko Kurhila, șeful de studii la Universitatea din Helsinki, Departamentul de Informatică, a susținut că până în prezent au fost peste 8000 de participanți la MOOC-urile lor în totalitate.
La 18 iunie 2012, Ali Lemus de la Universitatea Galileo a lansat primul MOOC latino-american intitulat "Desarrollando Aplicaciones para iPhone i iPad". Acest MOOC este un remix spaniol al popularului "CS 193P iPhone Application Development" al Universității Stanford. 5.380 de studenți înscriși. Tehnologia utilizată pentru a găzdui MOOC a fost platforma Sistemul Educațional Galileo (GES) care se bazează pe proiectul .LRN.
"Genul prin cărți de benzi desenate" a fost un curs predat de Christina Blanch de la Ball State University, pe platforma Instrument's Canvas, o platformă MOOC lansată în noiembrie 2012. Cursul a folosit exemple din cărțile de benzi desenate pentru a preda concepte academice despre gen și percepții.
În noiembrie 2012, Universitatea din Miami a lansat primul său liceu MOOC, ca parte a Academiei Globale, liceul său online. Cursul a devenit disponibil pentru elevii de liceu care se pregătesc pentru testul SAT în domeniul biologiei.
În timpul semestrului din primăvara anului 2013, Cathy Davidson și Dan Ariely au învățat "Surprize surpriză: Știința și literatura socială", un curs SPOC predat personal la Universitatea Duke și, de asemenea, ca MOOC, cu studenții de la Duke care conduce discuțiile online.
În Marea Britanie, în vara anului 2013, Physiopedia și-a desfășurat primul MOOC privind etica profesională în colaborare cu Universitatea din Western Cape din Africa de Sud. Acest lucru a fost urmat de un al doilea curs în 2014, Managementul fizioterapiei de leziuni ale măduvei spinării, care a fost acreditat de Confederația Mondială de Terapie Fizică și a atras aproximativ 4000 de participanți cu o rată de finalizare de 40%. Physiopedia este primul furnizor de MOOCs pentru fizioterapie / terapie fizică, accesibil participanților din întreaga lume.
În martie 2013, Coursolve a pilotat un curs de strategie de afaceri pentru 100 de organizații cu Universitatea din Virginia. O știință a datelor MOOC a început în mai 2013.
În mai 2013, Coursera a anunțat cărți electronice gratuite pentru anumite cursuri în parteneriat cu Chegg, o companie online de închiriere de manuale. Elevii vor folosi e-cititorul lui Chegg, care limitează copierea și tipărirea și ar putea folosi cartea numai în timp ce se înscrie în clasă.
În iunie 2013, Universitatea din Carolina de Nord de la Chapel Hill a lansat Universitatea Skynet, care oferă studenților MOOC astronomie introductivă. Participanții obțin acces la rețeaua globală a universităților de telescoape robotizate, inclusiv cele din Andesul Chile și Australia.
În iulie 2013, Universitatea din Tasmania a lansat "Înțelegerea demenței", prima demență mondială MOOC. Cu una dintre cele mai ridicate rate de finalizare din lume (39%), cursul a fost recunoscut în revista Nature.
Startup Veduca a lansat primele MOOC în Brazilia, în parteneriat cu Universitatea din São Paulo în iunie 2013. Primele două cursuri au fost Fizica de bază, predată de Vanderlei Salvador Bagnato, Probabilitate și Statistică, predate de Melvin Cymbalista și André Leme Fleury. În primele două săptămâni de la lansarea la Școala Politehnică a Universității din São Paulo, s-au înscris mai mult de 10.000 de elevi.
Startup Wedubox (Finalist la MassChallenge 2013) a lansat primul MOOC în finanțe și al treilea MOOC în Latam, MOOC a fost creat de Jorge Borrero (MBA Universidad de la Sabana) cu titlul "WACC și costul capitalului" 2.500 de studenți în dec 2013 numai 2 luni după lansare.
În toamna anului 2014, Institutul de Tehnologie din Georgia a lansat primul MOOD (gradul masiv on-line deschis) (master's degree) în informatică pentru 7000 dolari prin parteneriatul cu Udacity și AT & T.
În septembrie 2014, Marks & Spencer a încheiat un parteneriat cu Universitatea din Leeds pentru a construi un curs de afaceri MOOC "care va utiliza studii de caz din Arhiva companiei împreună cu cercetările de la Universitatea pentru a arăta cum inovarea și oamenii sunt cheia succesului în afaceri Cursul va fi oferit de platforma MOOC din Marea Britanie, FutureLearn.
La 16 martie 2015, Universitatea din Cape Town a lansat primul său MOOC, Medicină și artă pe platforma condusă de Regatul Unit, Futurelearn.
În iulie 2015, OpenClassrooms, împreună cu IESA Multimedia, lansează prima diplomă de licență MOOC în managementul proiectelor multimedia, recunoscută de statul francez.
În ianuarie 2018, Brown University și-a deschis primul curs de joc pe Edx. Titlul locuri fantastice, oamenii nehumani: explorarea omenirii prin literatura de profesorul James Egan. A fost o poveste și un complot pentru a ajuta pe Leila, un umanoid pierdut în diferite lumi, în care un cursant trebuia să joace mini-jocuri pentru a avansa prin curs.
Pacific Net Learning Health Net, creat de OMS în 2003, a dezvoltat o platformă online de învățare în perioada 2004-5 pentru dezvoltarea continuă a cadrelor medicale. Cursurile au fost inițial furnizate de Moodle, dar se așteptau mai mult ca alte MOOC până în 2012.

## Experiența și pedagogia studenților

### Elevii au servit
Până în iunie 2012, mai mult de 1,5 milioane de persoane au înregistrat cursuri prin Coursera, Udacity sau edX. Începând cu anul 2013, gama studenților înregistrați pare să fie largă, diversă și netradițională, dar concentrată în rândul vorbitorilor de limbă engleză în țările bogate. Până în martie 2013, numai Coursera a înregistrat aproximativ 2,8 milioane de studenți. Până în octombrie 2013, înscrierea la Coursera a continuat să crească, depășind 5 milioane, în timp ce edX a ajuns independent la 1,3 milioane.
Un curs facturat ca "primul MOOC din Asia" dat de Universitatea Hong Kong de Știință și Tehnologie prin Coursera începând din aprilie 2013 a înregistrat 17.000 de studenți. Aproximativ 60% provin din "țări bogate", multe dintre acestea fiind din țările cu venituri medii din Asia, Africa de Sud, Brazilia sau Mexic. Mai puțini studenți s-au înscris din zone cu acces mai limitat la internet, iar studenții din Republica Populară Chineză ar fi putut fi descurajați de politicile guvernului chinez.
Koller a declarat în mai 2013 că majoritatea persoanelor care au luat cursurile Coursera au obținut deja diplome de colegiu.
Potrivit unui studiu realizat de Universitatea Stanford despre un grup mai general de elevi "cursanți activi" - cineva care a participat dincolo de înregistrare - a constatat că 64% dintre cursanții activi de liceu erau bărbați, iar 88% erau bărbați pentru cursuri de licență și postuniversitare.
Un studiu realizat de grupul de studiu Analytics al Universității Stanford a identificat patru tipuri de studenți: auditori, care au vizionat videoclipul pe parcursul întregului curs, dar au făcut câteva teste sau examene; absolvenții care au văzut cele mai multe prelegeri și au participat la cele mai multe evaluări; persoanele care au abandonat cursul, care au abandonat rapid cursul; și recoltarea cursanților, care ar putea doar să urmărească ocazional prelegeri.
Jonathan Haber sa concentrat asupra întrebărilor legate de ceea ce elevii învață și demografia elevilor. Aproximativ jumătate dintre studenții care urmează cursuri din SUA provin din alte țări și nu vorbesc limba engleză ca prima lor limbă. El a descoperit câteva cursuri pentru a fi semnificative, în special despre înțelegerea citirii. Conferințele video urmate de întrebări cu răspunsuri multiple pot fi provocatoare, deoarece acestea sunt adesea "întrebările corecte". Panourile de discuții mai mici oferă paradoxal cele mai bune conversații. Discuțiile mai mari pot fi "cu adevărat, cu adevărat grijuliu și cu adevărat, într-adevăr greșit", discuțiile lungi devenind rehashes sau "aceeași dezbatere veche stânga / dreapta" 
MIT și Universitatea Stanford au oferit cursuri inițiale MOOC în domeniul informaticii și al ingineriei electrice. Deoarece cursurile de inginerie au nevoie de condiții prealabile, la începutul cursurilor de inginerie au fost aproape absente din lista MOOC. În prezent, mai multe universități prezintă cursuri de licență de licență și avansate.

### Experiența educatorilor
În 2013, Cronica Învățământului Superior a intervievat 103 profesori care au învățat MOOC. "De obicei, un profesor a petrecut peste 100 de ore pe MOOC înainte să înceapă, înregistrând clipuri de lectură online și făcând alte pregătiri", deși pregătirea pre-clasa a unor instructori a fost "câteva duzini de ore". Profesorii au petrecut apoi 8-10 ore pe săptămână pe parcurs, inclusiv participarea la forumuri de discuții.
Medii au fost: 33.000 enrollees studenți; 2.600 de trecere; și 1 asistent didactic care ajută la curs. 74% din clase au folosit clasificarea automată, iar 34% au folosit clasificarea peer. 97% dintre instructori au folosit videoclipuri originale, 75% au folosit resurse educaționale deschise, iar 27% au folosit alte resurse. 9% din clase au necesitat un manual fizic, iar 5% au necesitat o carte electronică.
Spre deosebire de cursurile tradiționale, MOOC-urile au nevoie de competențe suplimentare, oferite de videographers, designers de instruire, specialiști IT și specialiști de platformă. Georgia, profesor de tehnologie Karen Head, raportează că 19 persoane lucrează la MOOC-urile lor și că sunt necesare mai multe. Platformele au cerințe de disponibilitate similare site-urilor de distribuire media / conținut, datorită numărului mare de înscriși. MOOC-urile utilizează în mod obișnuit computerele cloud și sunt adesea create cu sisteme de creație. Instrumentele de creație pentru crearea MOOC-urilor sunt pachete specializate de software educațional precum Elicitus, IMC Content Studio și Lectora, care sunt ușor de utilizat și sprijină standardele de învățare electronică precum SCORM și AICC.

### Ratele de completare
În ciuda potențialului lor de a sprijini învățarea și educația, MOOC au o preocupare majoră legată de rata de uzură și abandonul școlar. Chiar dacă numărul de cursanți care se înscriu în cursuri tinde să se afle în intervalul de mii, doar o mică parte din cursanții înscriși finalizează cursul. Conform vizualizărilor și analizelor efectuate de Katy Jordan (2015),  studenții MOOC investigați au o înscriere tipică de 25.000, chiar dacă înscrierea a ajuns la o valoare de până la 230.000. Iordania raportează că rata medie de finalizare pentru astfel de MOOC este de aproximativ 15%. Datele timpurii de la Coursera sugerează o rată de completare de 7% -9%. Coffrin și colab. (2012), ratele de finalizare sunt chiar mai mici (între 3 și 5%), în timp ce se spune că există o scădere consistentă și vizibilă a numărului de studenți care participă la curs în fiecare săptămână. Altele au arătat, de asemenea, rate de uzură similare cu Coffrin. Un exemplu este Bioelectricity, în cursul toamnei anului 2012, la Universitatea Duke, unde 12.725 de studenți s-au înscris, dar doar 7.761 au vizionat vreodată un videoclip, 3.658 au încercat un test, 345 au încercat examenul final și 313 au trecut, obținând un certificat. Elevii care plătesc 50 $ pentru o caracteristică (concepută pentru a preveni înșelăciunea pe examene) au rate de finalizare de aproximativ 70%. Yang și colab. (2013) sugerează că, deși există o mare parte a studenților care abandonează din timp dintr-o varietate de motive, există o proporție semnificativă de studenți care rămân în curs și abandonează mai târziu, provocând astfel apariția să se întâmple în timp.
Înainte de a analiza câțiva factori care au legătură cu rata de uzură și abandonul cursului, un lucru important ar trebui să fie în vedere este faptul că rata medie de finalizare pentru MOOC nu este un bun indicator. Rata de completare nu poate reflecta viziunea generală a fiecărui elev, deoarece studenții diferiți au scopuri diferite. De exemplu, Khe Foon Hew (2016) indică faptul că unii elevi participă la MOOC doar pentru interes sau pentru găsirea valorii extrinseci, desigur. Ei abandonează cursul dacă cursul nu-și poate satisface scopul. Cu toate acestea, rata de finalizare este suficient de obiectivă pentru a reflecta angajamentul elevilor.
O mulțime de cercetări au investigat motivul pentru care elevii abandonează cursurile MOOC sau ce factori ar putea contribui la abandonarea acestora. De exemplu, Rosé și colab. (2014) investighează modul în care trei factori sociali fac previziuni privind aprecierea studenților, pentru studenții care au participat la forumul de discuții al cursului. Autorii au descoperit că studenții care servesc ca autorități în comunitate par a fi mai implicați în comunitate și, astfel, mai puțin înclinați să abandoneze cursul. În plus, elevii care au participat activ la curs de la prima săptămână au fost cu 35% mai puțin probabil să renunțe la curs, comparativ cu populația medie. În cele din urmă, analiza tiparelor de uzură într-o sub-comunitate a arătat că uzura a fost legată de angajarea elevilor particulari între ei. O interpretare a acestei descoperiri în conformitate cu Rosé et al. (2014) este că, în timp ce participă la MOOC, elevii creează cohorte virtuale care progresează și se angajează cu materialul în moduri similare. Astfel, dacă elevii încep să cedeze, atunci aceasta ar putea determina alți studenți să renunțe, deoarece ar putea percepe mediul ca fiind mai puțin susținători sau angajați fără colegii lor.
Alte studii se concentrează pe explorarea modului în care motivația și învățarea auto-reglementată pot fi legate de abandonul și de uzura MOOC. Carson (2002) a investigat caracteristicile învățării auto-dirijate la studenții de clasele 8-12, care au luat cursuri online printr-un program on-line de stat. Două dintre ipotezele pe care studiul le-a explorat au fost dacă există clase distincte (categorii) distincte ale cursanților auto-reglementați și dacă apartenența la aceste clase a fost asociată cu măsuri precum completarea complet diferită a cursurilor online, gradul final online sau GPA. Rezultatele arată că există clase latente diferite de învățare auto-reglementată în rândul populației studenților online, desemnată ca învățătură înaltă, moderată și scăzută auto-dirijată. În plus, rezultatele susțin ipoteza că există o asociere între clasa de învățare auto-dirijată la care aparține elevul, cu rata de absolvire a cursului semnificativ diferită sau realizarea cursului (realizarea cursului a fost măsurată prin finalizarea cursurilor on-line, ultimul online cursul de grad și AAP cumulat). Cu alte cuvinte, sa constatat că încheierea cursului și învățarea auto-dirijată la studenți au fost considerate a fi semnificativ legate.
Un sondaj online a publicat o listă "de top zece" a motivelor pentru abandonarea unui MOOC. Lista a implicat motive precum cursul a necesitat prea mult timp sau a fost prea dificil sau prea simplu. Motivele legate de designul proastă al cursului au inclus "oboseala cursurilor" de la cursuri care erau doar clipuri de lectură, lipsa unei introduceri corecte a tehnologiei și formatului de curs, tehnologie clandestină și abuz în tabelele de discuții. Costurile ascunse au fost citate, inclusiv citirile necesare din manuale scumpe scrise de către instructor, care, de asemenea, au limitat semnificativ accesul studenților la materialele de învățare. Cei care nu au completat au fost "doar cumpărături în jur" atunci când s-au înregistrat sau au participat mai degrabă la cunoștințe decât la o acreditare. Alte motive ale ratelor slabe de încheiere includ volumul de muncă, lungimea și dificultatea unui curs. În plus, unii participanți participă periferic ("lurk"). De exemplu, unul dintre primii MOOC din 2008 a avut 2200 de membri înregistrați, dintre care 150 au interacționat activ în diferite momente.
Pe lângă faptul că acești factori determină rata scăzută de completare în MOOC, inegalitatea de a primi cunoștințe afectate de personaje diferite ale individului are, de asemenea, o influență enormă asupra consecinței ratei de finalizare. De fapt, MOOC nu este la fel de corect ca ne-am așteptat. Cercetătorii ruși Semenova, T.V. și Rudakova, L.M (2016), indică faptul că MOOC este conceput pentru a diminua accesul inegal la obținerea cunoștințelor, dar aceasta nu înseamnă că fiecare persoană se poate bucura de aceeași egalitate în rata de finalizare a cursului. Din cercetările lor, există trei factori principali care cauzează inegalitatea, care reprezintă gradul de educație, experiența MOOC și genul. Sondajul arată că 18% dintre elevii cu studii superioare finalizează cursul, în timp ce doar 3% dintre studenții cu studii medii complete. Pentru a fi mai vizualizați, 84-88% dintre studenții care au absolvit cursul sunt de înaltă educație. În plus, printre elevii care au absolvit cursul, 65-80% dintre studenți au cel puțin o experiență de utilizare a platformei de învățare online, comparativ cu 6-31% dintre studenții care nu au experiență. Sexul influențează, de asemenea, rata de finalizare, în general, 6% -7% bărbați mai mult decât femeile finalizează cursul deoarece femeile ar trebui să facă gospodării în multe țări, ceea ce distrage atenția femeilor în procesul de învățare.
Eficacitatea MOOC este o chestiune deschisă deoarece ratele de terminare sunt mult mai mici decât cursurile tradiționale de educație online. Alraimi și colab. (2015) au explicat în modelul lor de cercetare un procent substanțial de varianță pentru intenția de a continua utilizarea MOOC, care este influențată în mod semnificativ de reputația percepută, deschiderea percepută, utilitatea percepută și satisfacția percepută a utilizatorului. Reputația percepută și deschiderea percepută au fost cele mai puternice predictori și nu au fost examinate anterior în contextul MOOC
Cu toate acestea, cercetările indică faptul că ratele de finalizare nu reprezintă măsura potrivită pentru a măsura succesul MOOC. Valorile alternative sunt propuse pentru a măsura eficacitatea MOOC și a învățării online.

### Design de instruire
Multe MOOC folosesc cursuri video, folosind vechea formă de predare (lectură) folosind o nouă tehnologie. Thrun a mărturisit în fața Consiliului președintelui consilierilor pentru știință și tehnologie (PCAST) că cursurile MOOC sunt "concepute să fie provocări", nu prelegeri, iar cantitatea de date generate de aceste evaluări poate fi evaluată "masiv prin utilizarea mașinilor" la locul de muncă în spatele scenei. Această abordare, a spus el, împrăștie "eficacitatea profesorilor de orientare medieval și rezultatele studenților și o înlocuiește cu metodologiile educaționale" bazate pe dovezi "," moderne, bazate pe date ", care ar putea fi instrumentele responsabile de o "transformarea fundamentală a educației"
Unii văd videoclipurile și alte materiale produse de MOOC ca următoarea formă a manualului. "MOOC este noul manual", spune David Finegold de la Universitatea Rutgers. Un studiu al obiceiurilor studenților edX a constatat că studenții cu certificate de câștig, în general, nu mai vizionează videoclipuri mai lungi de 6 până la 9 minute. Ei au văzut primele 4,4 minute (mediane) de videoclipuri de 12 până la 15 minute. Unele școli tradiționale se îmbină cu învățarea on-line și offline, uneori numite săli clare. Elevii urmăresc cursurile online la domiciliu și lucrează la proiecte și interacționează cu facultatea în timpul orelor de curs. Astfel de hibrizi pot chiar să îmbunătățească performanța studenților în cadrul claselor tradiționale individuale. Un test din toamna anului 2012 de către San Jose State și edX a constatat că încorporarea conținutului dintr-un curs online într-un curs bazat pe campusuri de credit a crescut rata de trecere la 91% de la 55%, fără componenta online. "Nu recomandăm selectarea unei experiențe online numai pe baza unei experiențe de învățare mixtă", spune Andrew Ng de la Coursera.
Datorită înscrierilor masive, MOOC-urile necesită un design instructiv care facilitează feedback-ul și interacțiunea pe scară largă. Cele două abordări de bază sunt:
- Evaluarea colegială și colaborarea în grup
- Feedback automat prin evaluări obiective, online, de ex. teste și examene. De asemenea, este în curs de clasificare a lucrărilor în scris.[111]

Așa-numitele MOOCs conectiviste se bazează pe abordarea anterioară; difuzarea MOOC se bazează mai mult pe aceasta din urmă. Acest lucru marchează o distincție cheie între cMOOC-urile în care "C" înseamnă "conectivist", iar xMOOC-urile unde x este extins (ca în TEDx, edX) și reprezintă că MOOC este conceput să fie suplimentar față de altceva de exemplu).
Evaluarea poate fi cea mai dificilă activitate de a efectua online, iar evaluările online pot fi cu totul diferite de versiunea de cărămidă și mortar. O atenție deosebită a fost acordată procreării și înșelăciunii.
Evaluarea colegială se bazează adesea pe răspunsuri sau rubrici de eșantionare, care ghidează elevii la câte puncte să ofere răspunsuri diferite. Aceste rubrici nu pot fi la fel de complexe pentru clasificarea egală cu cea a asistenților didactici. Elevii sunt așteptați să învețe prin clasificarea altora și să devină mai implicați în curs. Examenele pot fi proiectate la centrele regionale de testare. Alte metode, inclusiv "tehnologiile de interceptare demne de C.I.A." permite testarea la domiciliu sau la birou, prin utilizarea camerelor web sau monitorizarea clicurilor mouse-ului și a stilurilor de tastare. Pot fi utilizate tehnici speciale, cum ar fi testarea adaptivă, în cazul în care testul se adaptează singur, având în vedere răspunsurile anterioare ale elevului, oferind în consecință întrebări mai grele sau mai ușoare.
"Cel mai important lucru care îi ajută pe elevi să reușească într-un curs online este interacțiunea și sprijinul interpersonal", spune Shanna Smith Jaggars, director adjunct al Centrului Comunitar de Cercetare al Colegiului Universității Columbia. Cercetarea ei a comparat învățarea online și numai față în față în studiile studenților comunității și facultăților din statul Virginia și Washington. Printre constatările sale: În Virginia, 32% dintre studenți au eșuat sau s-au retras din cursurile on-credit online, în comparație cu 19% pentru cursurile echivalente în persoană.
Atribuirea mentorilor studenților este o altă tehnică de îmbunătățire a interacțiunii. În 2013, Harvard a oferit o clasă populară, eroul antic grec, instruit de Gregory Nagy și luat de mii de studenți la Harvard în deceniile anterioare. Acesta a apelat absolvenților să se angajeze voluntar ca mentori online și managerii grupurilor de discuții. Aproximativ zece bătrâni de învățământ s-au oferit și voluntari Sarcina voluntarilor, care a necesitat 3-5 ore pe săptămână, a fost să se concentreze discuții de clasă on-line. Cursul edX a înregistrat 27.000 de studenți.
Cercetările lui Kop și Fournier au evidențiat ca provocări majore lipsa prezenței sociale și nivelul înalt de autonomie necesar. Tehnicile de întreținere a conexiunii cu elevii includ adăugarea de comentarii audio pe teme, în loc să le scrieți, să participați cu elevii la forumurile de discuții, să adresați întrebări scurte în mijlocul conferinței, să actualizați videoclipuri săptămânale despre curs și să trimiteți e-mailuri de felicitare cu privire la realizările anterioare către studenți care sunt puțin în urmă. Clasificarea prin evaluarea inter pares a avut rezultate mixte. Într-un exemplu, trei colegii de clasă califică o sarcină pentru fiecare sarcină pe care o prezintă. Tasta sau rubrica de clasificare tinde să se concentreze asupra clasificării, dar descurajează scrierea mai creativă.
A. J. Jacobs într-un op-ed în New York Times și-a încadrat experiența în 11 clase MOOC în ansamblu ca "B". El și-a evaluat profesorii ca fiind "B +", în ciuda "câtorva clunkeri", chiar comparându-i cu vedetele pop și cu "profesorii de celebritate A-list". Cu toate acestea, el a evaluat interacțiunea profesor-elev cu "D", deoarece nu avea aproape nici un contact cu profesorii. Cel mai înalt punct ("A") din experiența lui Jacobs a fost capacitatea de a viziona clipurile video în orice moment. Interacțiunea studenților cu studenții și misiunile au primit "B". Grupurile de studiu care nu s-au întâlnit, trollurile de pe panourile de mesaje și relativitatea lentă a conversațiilor online vs. personale au redus această cotă. Atribuțiile au inclus chestionare și examene de alegere multiple, precum și eseuri și proiecte. El a descoperit ca testele cu mai multe optiuni de testare stresante si eseuri de tip peer sunt dureroase. A terminat numai 2 din cele 11 clase.

## Arhitectură informațională
Când căutați cursul dorit, cursurile sunt de obicei organizate prin "cele mai populare" sau "o schemă actuală". Cursurile planificate pentru învățarea sincronă sunt structurate ca o schemă organizațională exactă numită schemă cronologică. Cursurile planificate pentru învățarea asincronă sunt de asemenea prezentate ca o schemă cronologică, dar ordinea în care informația este învățată ca o schemă hibridă. În acest fel, poate fi mai greu să înțeleagă conținutul cursului și să fie complet, deoarece nu se bazează pe un model mental existent.

## Industrie
MOOC sunt văzute pe scară largă ca o parte importantă a unei inovații disruptive mai mari care au loc în învățământul superior. În special, se preconizează că numeroasele servicii oferite în cadrul modelelor tradiționale de afaceri universitare vor deveni separate și vor fi vândute studenților în mod individual sau în pachete nou formate. Aceste servicii includ cercetarea, proiectarea curriculumului, generarea conținutului (cum ar fi manualele), predarea, evaluarea și certificarea (cum ar fi acordarea de diplome) și plasarea studenților. MOOC amenință modelele de afaceri existente prin vânzarea potențială de predare, evaluare sau plasare separat de pachetul actual de servicii.
Președintele Barack Obama a menționat evoluțiile recente, incluzând inovațiile online de învățare de la Universitatea Carnegie Mellon, Universitatea de Stat din Arizona și Institutul de Tehnologie din Georgia, ca având potențialul de a reduce costurile în creștere ale învățământului superior.
James Mazoue, directorul programelor online de la Wayne State University, descrie o posibilă inovație:
Următorul disruptor va marca probabil un punct de reper: un curriculum online complet gratuit, care duce la o diplomă de la o instituție acreditată. Cu acest nou model de afacere, elevii ar trebui să plătească pentru a-și certifica acreditările, dar nu pentru procesul care a dus la achiziția lor. Dacă ar avea loc un acces liber la un curriculum de acordare a diplomelor, modelul de afaceri al învățământului superior s-ar schimba în mod dramatic și ireversibil.
Dar modul în care vor beneficia universitățile prin "oferirea gratuită a produsului nostru online" este neclar.
Nimeni nu are modelul care va funcționa încă. Mă aștept să nu reușească toate asociațiile actuale, deoarece așteptările sunt prea mari. Oamenii cred că ceva se va prăbuși ca și focul sălbatic. Dar, mai probabil, este posibil ca un deceniu mai târziu, cineva să știe cum să facă și să facă bani.
Principiile de deschidere informează crearea, structura și funcționarea MOOC. Gradul în care sunt aplicate practicile de design deschis în tehnologia educațională variază.

### Posibilități de plată
În modelul de afaceri Freemium, produsul de bază - conținutul cursului - este oferit gratuit. "Încărcarea conținutului ar fi o tragedie", a spus Andrew Ng. Dar, pentru serviciile "premium", cum ar fi certificarea sau plasarea, se va percepe o taxă - cu toate acestea, în anumite cazuri sunt acordate ajutoare financiare.
Dezvoltatorii de cursuri ar putea percepe taxe de licențiere pentru instituțiile de învățământ care utilizează materialele sale. Cursurile introductive sau "gateway" și unele cursuri de recuperare pot obține cele mai multe taxe. Cursurile introductive gratuite pot atrage studenți noi pentru cursuri de urmărire cu taxă. Cursurile combinate completează materialul MOOC cu instrucțiuni față-în-față. Furnizorii pot taxa angajatorii pentru recrutarea studenților. Elevii pot fi în măsură să plătească pentru a lua un examen proctored pentru a obține un credit de transfer la o universitate de acordare a diplomelor, sau pentru certificatele de finalizare. Udemy permite profesorilor să vândă cursuri online, creatorii cursului păstrând 70-85% din venituri și drepturi de proprietate intelectuală.
Coursera a constatat că elevii care au plătit între 30 și 90 dolari au fost mult mai susceptibili să finalizeze cursul. Taxa a fost aparent pentru programul de verificare a identității companiei, ceea ce confirmă faptul că au luat și au trecut un curs.
În februarie 2013, Consiliul American pentru Educație (ACE) a recomandat membrilor săi să acorde credite de transfer de la câteva cursuri MOOC, deși chiar și universitățile care livrează cursurile au spus că nu vor. Universitatea din Wisconsin a oferit numeroase diplome de licență și de masterat bazate pe competențe începând cu toamna anului 2013, prima universitate publică care a făcut acest lucru la nivel de sistem. Universitatea a încurajat elevii să ia online cursuri, cum ar fi MOOCs și teste complete de evaluare la universitate pentru a primi credit.  Din 2013 câțiva studenți au solicitat credite colegiu pentru clasele Mooc. Colorado State University-Global Campusul nu a primit nicio cerere în anul după ce a oferit această opțiune.
Parteneriatele academice sunt o companie care ajută universitățile publice să își mute cursurile online. Potrivit președintelui său, Randy Best, "Am început-o, sincer, ca o campanie de creștere a înscrierii, dar 72-84% dintre cei care au făcut primul curs s-au întors și au plătit să ia cel de-al doilea curs"
În timp ce Coursera ia o reducere mai mare a veniturilor generate - dar nu necesită o plată minimă - edX non-profit are o plată minimă necesară de la furnizorii de cursuri, dar are o reducere mai mică a veniturilor, legată de valoarea sprijinului necesar fiecare curs.

## Beneficii

### Îmbunătățirea accesului la învățământul superior
MOOC sunt considerate de mulți ca fiind un instrument important pentru a lărgi accesul la educația superioară (HE) pentru milioane de oameni, inclusiv pe cei din lumea în curs de dezvoltare, și, în ultimă instanță, îmbunătățirea calității vieții. MOOC pot fi considerate ca contribuind la democratizarea HE, nu numai la nivel local sau regional, ci și la nivel global. MOOC pot ajuta la democratizarea conținutului și la aducerea cunoștințelor la dispoziția tuturor. Elevii pot accesa cursuri complete oferite de universități din întreaga lume, ceva care nu a putut fi atins până acum. Cu disponibilitatea tehnologiilor accesibile, MOOC-urile sporesc accesul la un număr extraordinar de cursuri oferite de instituții și cadre didactice de renume mondial.

### Furnizarea unei alternative accesibile educației formale
Costurile învățământului terțiar continuă să crească, deoarece instituțiile tind să cuprindă prea multe servicii. Cu MOOC, unele dintre aceste servicii pot fi transferate către alți actori potriviți din sectorul public sau privat. MOOC-urile sunt pentru un număr mare de participanți, pot fi accesate de oricine oriunde, atâta timp cât au o conexiune la Internet, sunt deschise tuturor fără calificări de intrare și oferă o experiență de curs complet / completă online gratuit.

### Obiectivele dezvoltării durabile
MOOC pot fi văzute ca o formă de educație deschisă oferită gratuit prin intermediul platformelor online. Filosofia (inițială) a MOOC-urilor este de a deschide o educație superioară de calitate pentru o audiență mai largă. Ca atare, MOOC-urile reprezintă un instrument important pentru atingerea Obiectivului 4 al Agendei pentru Dezvoltare Durabilă din 2030.

### Oferă o programare flexibilă de învățare
Anumite prelegeri, videoclipuri și teste prin MOOC pot fi accesate în orice moment, comparativ cu orele de clasă programate. Permițând cursanților să-și termine cursurile în timpul lor, acest lucru oferă flexibilitate cursanților pe baza propriilor planificări personale.

### Colaborare online
Mediile de învățare ale MOOC-urilor facilitează cursanții de pe tot globul să colaboreze pe obiective comune. În loc să se întâlnească fizic unii cu alții, colaborarea online creează parteneriate între cursanți. În timp ce fusurile orare pot avea un efect asupra orelor pe care elevii le comunică, proiectele, misiunile și multe altele pot fi completate pentru a încorpora abilitățile și resursele oferite de diferiții cursanți, indiferent de locul în care se află.

## Provocări și critici
Ghidul MOOC sugerează șase posibile provocări pentru cMOOC:
- Bazându-se pe conținutul generat de utilizatori, se poate crea un mediu de învățare haotic
- Educația digitală este necesară pentru utilizarea materialelor online
- Timpul și efortul solicitat de participanți pot depăși ceea ce elevii sunt dispuși să se angajeze la un curs online gratuit
- Odată ce cursul este eliberat, conținutul va fi remodelat și reinterpretat de corpul masiv al elevilor, ceea ce face ca traiectoria cursului să fie dificilă pentru instructori să controleze
- Participanții trebuie să se autoregleze și să-și stabilească propriile obiective
- Limbaje și bariere de traducere

Aceste provocări generale în dezvoltarea eficientă a MOOC sunt însoțite de critici ale jurnaliștilor și cadrelor universitare.
Robert Zemsky (2014) susține că au trecut de vârf: "Ei au venit, au cucerit foarte puțin, iar acum se confruntă cu perspective mult mai reduse". Alții au subliniat o reacție provocată de micile rate de finalizare.
Unii [care?] Contestă faptul că dimensiunile "teritoriale" ale MOOC au primit o analiză insuficientă de discuții sau de date bazate pe date, și anume: 1. diversitatea geografică adevărată a cursanților; 2. implicațiile cursurilor scalate de-a lungul granițelor țării și posibilele dificultăți legate de relevanța și transferul de cunoștințe; și 3. necesitatea studierii specifice a teritoriilor asupra problemelor și nevoilor relevante la nivel local.
Alte caracteristici asociate cu MOOC-urile timpurii, cum ar fi licențierea deschisă a conținutului, structura deschisă și obiectivele de învățare, precum și orientarea către comunitate, pot să nu fie prezente în toate proiectele MOOC.
Efectele asupra structurii învățământului superior s-au plâns, de exemplu, de Moshe Y. Vardi, care constată o "absență a pedagogiei serioase în MOOC", și chiar în toate învățământul superior. El a criticat formatul de „bucăți scurte, nesofisticați video, întrepătrunse cu ajutorul testelor on-line, și însoțite de rețele sociale.“ Un motiv de bază este simplu presiunile de reducere a costurilor, care ar putea vinele industria învățământului superior.
Modificările prezise de la MOOC au generat obiecții în unele trimestre. Facultatea de filosofie a Universității de Stat din San Jose a scris într-o scrisoare deschisă profesorului universitar de la Harvard și profesorului MOOC Michael Sandel:
În cazul în care-size-fits-toate cursurile de amestec concepute-furnizor să devină normă, ne temem vor fi create două clase de universități: una, colegii și universități, în care elevii privilegiate obține lor profesor real, bine finanțate; celelalte, universități private și publice subliniate financiar, în care studenții urmăresc o grămadă de lecturi video înregistrate.
Cary Nelson, fost președinte al Asociației Americane a Profesorilor Universitari a susținut că MOOCs nu sunt un mijloc de încredere de a furniza datele de conectare, afirmând că „Este bine pentru a pune prelegeri on-line, dar acest plan se degradeaza numai programe de studii în cazul în care intenționează să le înlocuiască.“ Sandra Schroeder, presedinte al Consiliului Superior Education Program și pentru politica Federației Americane a Profesorilor și-a exprimat îngrijorarea că „Acești elevi nu sunt susceptibile de a avea succes fără structura unui program puternic academice și secvențiat.“ 
Cu o majoritate de 60%, facultatea Amherst College a respins oportunitatea de a lucra cu edX pe baza unei incompatibilități percepute cu clasele de seminar și feedback personalizat. Unii au fost preocupați de probleme cum ar fi modelul de predare a informațiilor cu privire la prelegerile urmate de examene, utilizarea examenelor de alegere multiple și evaluarea de tip peer. Facultatea de la Duke a adoptat o poziție similară în primăvara anului 2013. Efectele MOOC asupra instituțiilor de clasa a doua și a celei de-a doua și a celei de-a treia și crearea unui "sistem star" profesoral au fost printre alte preocupări.
Cel puțin o alternativă la MOOCs are avocați: Cursurile distribuite de colaborare deschisă (DOCC) provoacă rolurile instructorului, ierarhiei, banilor și masivității. DOCC recunoaște că urmărirea cunoștințelor pot fi realizate mai bine prin faptul că nu utilizează o programă singular centralizat, că expertiza este distribuit de-a lungul tuturor participanților și nu doar locuiesc cu una sau două persoane.
O altă alternativă la MOOC-uri este Cursul online cu auto-paced (SPOC), care oferă un grad ridicat de flexibilitate. Elevii pot decide în propriul ritm și cu ce sesiune ar dori să-și înceapă studiile. Conform unui raport al fondatorului clasic al clasei Dhawal Shah, în anul 2015 au fost disponibile peste 800 de cursuri auto-paced.
Deși scopul MOOC este, în cele din urmă, educarea mai multor persoane, recentele critici includ accesibilitatea și un curriculum occidentalizat, care conduc la o eșec la atingerea acelorași audiențe marginalizate prin metode tradiționale.
MOOC au fost criticate pentru o lipsă percepută de rigoare academică, precum și pentru strategiile de monetizare adoptate de furnizori. În MOOC: O calificare universitară în 24 de ore? Michael Shea scrie: "Prin oferirea de cursuri care sunt aproape imposibil de a eșua și de taxare în avans pentru certificate fără valoare, Coursera este pur și simplu o versiune high-tech de tipul de escrocherii care au fost conduse de corespondență colegii de zeci de ani.

### Experiența elevilor de limba engleză (ELL) în cadrul MOOC
Limba de instruire este una dintre barierele majore cu care se confruntă ELL în cadrul MOOC. În estimările recente, aproape 75% din cursurile MOOC sunt prezentate în limba engleză, cu toate acestea, vorbitorii nativi de limba engleză sunt o minoritate în rândul populației lumii. Această problemă este mediată de popularitatea crescândă a limbii engleze ca limbă globală și, prin urmare, are mai mulți vorbitori de limbă secundară decât orice altă limbă din lume. Această barieră a încurajat dezvoltatorii de conținut și alți actori ai MOOC să dezvolte conținut în alte limbi populare pentru a crește accesul la MOOC. Cu toate acestea, studiile de cercetare arată că unele ELL preferă să preia MOOC în limba engleză, în ciuda provocărilor lingvistice, deoarece promovează obiectivele lor de mobilitate economică, socială și geografică. Acest lucru subliniază necesitatea de a oferi nu numai conținutul MOOC în alte limbi, ci și de a dezvolta intervenții în limba engleză pentru ELL care participă la MOOC-urile din engleză.
Zonele cu care ELL se confruntă în mod special cu MOOC în engleză includ conținutul MOOC fără materiale vizuale corespunzătoare (de exemplu, instrucțiuni de narator fără suport text în fundal) sau ezitarea lor de a participa la forumurile de discuții ale MOOC. Sa constatat că participarea activă la forumurile de discuții ale MOOC îmbunătățește gradele studenților, implicarea lor și conduce la scăderea ratelor abandonului, cu toate acestea, ELL-urile sunt mult mai probabil să fie spectatori decât contribuitori activi în forumurile de discuții.
Studiile de cercetare demonstrează un "complex de factori afectivi, socio-culturali și educaționali", care sunt inhibitori ai participării lor active în forumurile de discuții. Așa cum era de așteptat, limba engleză ca limbă de comunicare reprezintă atât provocări lingvistice cât și culturale pentru ELL și este posibil să nu aibă încredere în abilitățile lor de comunicare în limba engleză. Forumurile de discuții pot fi, de asemenea, un mijloc de comunicare inconfortabil, în special pentru ELL-urile din culturile confucianiste, în care dezacordul și argumentarea punctelor sunt adesea văzute ca fiind confruntate, iar armonia este promovată. De aceea, în timp ce ELL-urile pot fi percepute ca fiind neinteresante în participare, studiile de cercetare arată că ele nu manifestă aceeași ezitare în discursul față-în-față. În cele din urmă, ELL-urile pot proveni din culturi de distanțe mari, unde profesorii sunt considerați figuri de autoritate, iar cultura conversațiilor între profesori și studenți nu este o normă culturală. Ca urmare, forumurile de discuții cu participarea activă a instructorilor pot provoca disconfort și pot împiedica participarea studenților din astfel de culturi.